# 懐来県
懐来県（かいらい-けん）は中華人民共和国河北省張家口市に位置する県。
鶏鳴駅郷にある鶏鳴駅は、明朝初期（またはそれ以前）に建てられた、駅伝制度に基づく駅の現存最大の例であり、1961年に全国重点文物保護単位に指定されている。

## 歴史
秦代に現在の県城南東部に設置された沮陽県を前身とする。南北朝時代に北魏により廃止された。
702年（長安2年）、武周により現在の涿鹿県南西部に設置されていた懐戎県が遷県された。遼代に懐来県と改称され現在に至る。
県城の東10kmに位置する土木堡は万里の長城の防御網の一部で、明代の北京北方の三大堡の一つであったが、ここが中国皇帝が異民族の捕虜となった土木の変の舞台となった。

## 行政区画
- 鎮:沙城鎮、北辛堡鎮、新保安鎮、東花園鎮、官庁鎮、桑園鎮、存瑞鎮、土木鎮、大黄荘鎮、西八里鎮、小南辛堡鎮
- 郷:狼山郷、鶏鳴駅郷、東八里郷、瑞雲観郷、孫荘子郷
- 民族郷:王家楼回族郷